# The Bright Young Things
The Bright Young Things  také  Bright Young People, (v překladu mladí chytří lidé ) byla přezdívka daná bulvárním tiskem skupině bohémských anglických mladých aristokratů a jejich společnosti v Londýně 20. let 20. století.

## Historie
Pořádali okázalé maškarní večírky, chodili na komplikované honby za poklady nočním Londýnem a někteří hodně pili nebo užívali drogy - to vše nadšeně komentovali novináři jako Charles Graves a Tom Driberg.  Inspirovali řadu spisovatelů, včetně Nancy Mitford (Highland Fling), Anthony Powell (Tanec na hudbu času), Henry Green (Party Going) a básníka John Betjeman. Evelyn Waughův román Vile Bodies z roku 1930, upravený jako film Bright Young Things z roku 2003, je satirickým pohledem na tuto scénu. Cecil Beaton zahájil svou kariéru ve fotografii dokumentací této společnosti, jejíž byl členem.
| Harold Acton                   | Terence Greenidge  | Diana Mitford          | Loelia Ponsonby     | Henry Thynne           |
| Patrick Balfour, baron Kinross | Bryan Guinness     | Nancy Mitford          | Anthony Powell      | William Walton         |
| Cecil Beaton                   | Gavin Henderson    | Beverley Nichols       | Elizabeth Russell   | Sylvia Townsend Warner |
| John Betjeman                  | Brian Howard       | Brenda Dean Paul       | Edith Sitwell       | Evelyn Waugh           |
| Edward Burra                   | Arthur Jeffress    | Babe Plunket-Greene    | Osbert Sitwell      | Rex Whistler           |
| Robert Byron                   | Teresa Jungman     | David Plunket Greene   | Sacheverell Sitwell | Sunday Wilshin         |
| Sheila Chisholm                | Zita Jungman       | Olivia Plunket Greene  | Eleanor Smith       | Olivia Wyndham         |
| Daphne Fielding                | Barbara Ker-Seymer | Richard Plunket Greene | David Tennant       | Henry Yorke            |
| Edward Gathorne-Hardy          | Oliver Messel      | Elizabeth Ponsonby     | Stephen Tennant     |                        |

## Seznam členů  „Bright Young Things“ a jejich přátel
Následuje seznam samotných Bright Young Things, jejich přátel, známých a spolupracovníků z daného období, z nichž mnozí byly inspirací pro postavy v románech napsaných členy skupiny jako Evelyn Waugh, Anthony Powell a Nancy Mitford, jak je uvedeno v tabulce níže.
| Foto | Jméno                                                | Popis |
| ---- | ---------------------------------------------------- | --- |
|      | Harold Acton (1904–1994)                             | Knihy: Bright Young People: The Lost Generation of London's Jazz Age, D.J. Taylor The Brideshead Generation: Evelyn Waugh and His Friends, Humphrey Carpenter Brian Howard: Portrait of a Failure, Marie-Jaqueline Lancaster |
|      | William Acton (1906–1945)                            | Knihy: Brian Howard: Portrait of a Failure, Marie-Jaqueline Lancaster Novinové články: Mozart Fancy Dress Concert is Picturesque |
|      | Kathleen Adam Smith († 1941)                         | Novinové články: Bright Young People of the Rising Generation |
|      | John Amery (1912–1945)                               | Knihy: Bright Young People: The Lost Generation of London's Jazz Age, D.J. Taylor |
|      | Leo Amery (1873–1955)                                | Knihy: Bright Young People: The Lost Generation of London's Jazz Age, D.J. Taylor |
|      | Michael Arlen (1895–1956)                            | Knihy: Bright Young People: The Lost Generation of London's Jazz Age, D.J. Taylor Novinové články: Amusing Turns Brighten Coming-of-Age Party |
|      | Sylvia Ashley (1904–1977)                            | Knihy: The Book of Beauty, Cecil Beaton Portréty: 1933, Anthony Wysard (1907–1984) |
|      | Anthony Ashley-Cooper (1900–1947)                    | Knihy: Bright Young People: The Lost Generation of London's Jazz Age, D.J. Taylor |
|      | Lettice Ashley-Cooper (1911–1990)                    | Novinové články: Amusing Turns Brighten Coming-of-Age Party |
|      | Mary Ashley-Cooper (1902–1936)                       | Novinové články: Amusing Turns Brighten Coming-of-Age Party |
|      | Adele Astaire (1896–1981)                            | Knihy: The Book of Beauty, Cecil Beaton |
|      | Clement Attlee (1883–1967)                           | Knihy: Bright Young People: The Lost Generation of London's Jazz Age, D.J. Taylor |
|      | Mae Bacon (1897–1981)                                | Novinové články: London Society's Thrilling All-Night Treasure Hunts |
|      | Hermione Baddeley (1906–1986)                        | Knihy: Bright Young People: The Lost Generation of London's Jazz Age, D.J. Taylor Novinové články: Blackout of the Hon. Elizabeth's Wild 20-year-party Mozart Fancy Dress Concert is Picturesque |
|      | Edythe Baker (1899–1971)                             | Novinové články: Amusing Turns Brighten Coming-of-Age Party |
|      | Oliver Baldwin (1899–1958)                           | Knihy: Bright Young People: The Lost Generation of London's Jazz Age, D.J. Taylor |
|      | Ruth Baldwin (1905–1937)                             | Knihy: Script Doctors and Vicious Addicts |
|      | Patrick Balfour (1904–1976)                          | Knihy: Bright Young People: The Lost Generation of London's Jazz Age, D.J. Taylor The Brideshead Generation: Evelyn Waugh and His Friends, Humphrey Carpenter Brian Howard: Portrait of a Failure, Marie-Jaqueline Lancaster Portréty: 1930, Anthony Wysard (1907–1984) |
|      | Thomas Balston (1883–1967)                           | Knihy: Bright Young People: The Lost Generation of London's Jazz Age, D.J. Taylor |
|      | Tallulah Bankhead (1902–1968)                        | Knihy: The Book of Beauty, Cecil Beaton Bright Young People: The Lost Generation of London's Jazz Age, D.J. Taylor Novinové články: London Society's Thrilling All-Night Treasure Hunts |
|      | John Banting (1902–1972)                             | Knihy: Bright Young People: The Lost Generation of London's Jazz Age, D.J. Taylor |
|      | Alexander Baring (1898–1991)                         | Novinové články: Bright Young People of the Rising Generation |
|      | Maurice Baring (1874–1945)                           | Knihy: Bright Young People: The Lost Generation of London's Jazz Age, D.J. Taylor |
|      | Poppy Baring (1901–1980)                             | Novinové články: Amusing Turns Brighten Coming-of-Age Party |
|      | Elvira Dolores Barney (1904–1936)                    | Knihy: Bright Young People: The Lost Generation of London's Jazz Age, D.J. Taylor |
|      | H. M. Bateman (1887–1970)                            | Knihy: Bright Young People: The Lost Generation of London's Jazz Age, D.J. Taylor |
|      | Beverley Baxter (1891–1964)                          | Knihy: Bright Young People: The Lost Generation of London's Jazz Age, D.J. Taylor |
|      | Cecil Beaton (1904–1980)                             | Knihy: Bright Young People: The Lost Generation of London's Jazz Age, D.J. Taylor Portréty: 1930, Anthony Wysard (1907–1984) |
|      | Baba Beaton (1912–1973)                              | Knihy: The Book of Beauty, Cecil Beaton Bright Young People: The Lost Generation of London's Jazz Age, D.J. Taylor Dancing to the Music of Time, Anthony Powell Novinové články: Mozart Fancy Dress Concert is Picturesque |
|      | Nancy Beaton (1909–1999)                             | Knihy: The Book of Beauty, Cecil Beaton Bright Young People: The Lost Generation of London's Jazz Age, D.J. Taylor |
|      | Max Beerbohm (1872–1956)                             | Knihy: Bright Young People: The Lost Generation of London's Jazz Age, D.J. Taylor |
|      | Clive Bell (1881–1964)                               | Knihy: Bright Young People: The Lost Generation of London's Jazz Age, D.J. Taylor |
|      | Hilaire Belloc (1870–1953)                           | Knihy: Bright Young People: The Lost Generation of London's Jazz Age, D.J. Taylor |
|      | Babe Bendir (* 1907)                                 | Knihy: Bright Young People: The Lost Generation of London's Jazz Age, D.J. Taylor Novinové články: Mozart Fancy Dress Concert is Picturesque |
|      | Margot Bendir                                        | Novinové články: Mozart Fancy Dress Concert is Picturesque |
|      | Lord Berners (1883–1950)                             | Knihy: Bright Young People: The Lost Generation of London's Jazz Age, D.J. Taylor Fiktivní postavy: Lord Merlin in Love in a Cold Climate, Nancy Mitford Lord Merlin in The Pursuit of Love, Nancy Mitford |
|      | John Betjeman (1906–1984)                            | Knihy: Bright Young People: The Lost Generation of London's Jazz Age, D.J. Taylor The Brideshead Generation: Evelyn Waugh and His Friends, Humphrey Carpenter Fiktivní postavy: Paul Fotheringay in Christmas Pudding, Nancy Mitford |
|      | Elizabeth Bibesco (1897–1945)                        | Knihy: Bright Young People: The Lost Generation of London's Jazz Age, D.J. Taylor |
|      | Caroline Blackwood (1931–1996)                       | Knihy: Bright Young People: The Lost Generation of London's Jazz Age, D.J. Taylor |
|      | Edmund Blunden (1896–1974)                           | Knihy: Bright Young People: The Lost Generation of London's Jazz Age, D.J. Taylor |
|      | Robert Boothby (1900–1986)                           | Knihy: Bright Young People: The Lost Generation of London's Jazz Age, D.J. Taylor |
|      | Elizabeth Bowes-Lyon (1900–2002)                     | Novinové články: London Society's Thrilling All-Night Treasure Hunts |
|      | Maurice Bowra (1898–1971)                            | Knihy: Bright Young People: The Lost Generation of London's Jazz Age, D.J. Taylor The Brideshead Generation: Evelyn Waugh and His Friends, Humphrey Carpenter Brian Howard: Portrait of a Failure, Marie-Jaqueline Lancaster |
|      | Brendan Bracken (1901–1958)                          | Fiktivní postavy: Rex Mottram in Brideshead Revisited, Evelyn Waugh |
|      | Georges Braque (1882–1963)                           | Knihy: Bright Young People: The Lost Generation of London's Jazz Age, D.J. Taylor |
|      | Diana Bridgeman (1907–1967)                          | Knihy: The Book of Beauty, Cecil Beaton Novinové články: Amusing Turns Brighten Coming-of-Age Party |
|      | Jessie Doris Browne (1900–1942)                      | Portréty: 1931, Anthony Wysard (1907–1984) |
|      | Valentine Browne (1891–1943)                         | Knihy: Bright Young People: The Lost Generation of London's Jazz Age, D.J. Taylor Portréty: 1931, Anthony Wysard (1907–1984) |
|      | Frank Buchman (1878–1961)                            | Knihy: Bright Young People: The Lost Generation of London's Jazz Age, D.J. Taylor |
|      | Guy Burgess (1911–1963)                              | Knihy: Bright Young People: The Lost Generation of London's Jazz Age, D.J. Taylor |
|      | Edward Burra (1905–1976)                             | Knihy: Bright Young People: The Lost Generation of London's Jazz Age, D.J. Taylor |
|      | Mary Butts (1890–1937)                               | Knihy: Bright Young People: The Lost Generation of London's Jazz Age, D.J. Taylor |
|      | Robert Byron (1905–1941)                             | Knihy: Bright Young People: The Lost Generation of London's Jazz Age, D.J. Taylor The Brideshead Generation: Evelyn Waugh and His Friends, Humphrey Carpenter Fiktivní postavy: Albert Gates in Highland Fling, Nancy Mitford Ben Gore in Blindness, Henry Green |
|      | Denis Capel-Dunn (1903–1945)                         | Knihy: Script Doctors and Vicious Addicts Fiktivní postavy: Kenneth Widmerpool in A Dance to the Music of Time, Anthony Powell |
|      | Dudley Carew (1903–1981)                             | Knihy: Script Doctors and Vicious Addicts |
|      | Billie Carleton (1896–1918)                          | Knihy: Bright Young People: The Lost Generation of London's Jazz Age, D.J. Taylor |
|      | Dora Carrington (1893–1932)                          | Fiktivní postavy: Betty Blyth in The Apes of God, Wyndham Lewis |
|      | Audrey Carten (1900–1977)                            | |
|      | Kenneth Carten (1911–1980)                           | |
|      | Waveney Carten (1902–1990)                           | |
|      | Barbara Cartland (1901–2000)                         | Knihy: Bright Young People: The Lost Generation of London's Jazz Age, D.J. Taylor |
|      | Ivy Cavendish-Bentinck (1887–1982)                   | Knihy: The Book of Beauty, Cecil Beaton |
|      | Victor Cazalet (1896–1943)                           | Knihy: Bright Young People: The Lost Generation of London's Jazz Age, D.J. Taylor |
|      | David Cecil (1902–1986)                              | |
|      | David Cecil (1905–1981)                              | Portréty: Anthony Wysard (1907–1984) |
|      | William Chappell (1907–1994)                         | Knihy: Bright Young People: The Lost Generation of London's Jazz Age, D.J. Taylor |
|      | Nina Chavchavadze (1901–1974)                        | Novinové články: Bright Young People of the Rising Generation |
|      | G. K. Chesterton (1874–1936)                         | Knihy: Bright Young People: The Lost Generation of London's Jazz Age, D.J. Taylor |
|      | Edward Chichester (1903–1975)                        | Knihy: Bright Young People: The Lost Generation of London's Jazz Age, D.J. Taylor Portréty: 1930, Anthony Wysard (1907–1984) |
|      | Sheila Chisholm (1895–1969)                          | |
|      | Diana Churchill (1909–1963)                          | Knihy: Bright Young People: The Lost Generation of London's Jazz Age, D.J. Taylor |
|      | John Spencer-Churchill (1897–1972)                   | Portréty: 1934, Anthony Wysard (1907–1984) |
|      | Camille Clifford (1885–1971)                         | Knihy: The Book of Beauty, Cecil Beaton |
|      | Claud Cockburn (1904–1981)                           | Knihy: Bright Young People: The Lost Generation of London's Jazz Age, D.J. Taylor |
|      | Nevill Coghill (1899–1980)                           | Knihy: Bright Young People: The Lost Generation of London's Jazz Age, D.J. Taylor |
|      | Sibyl Colefax (1874–1950)                            | Knihy: Bright Young People: The Lost Generation of London's Jazz Age, D.J. Taylor |
|      | Cyril Connolly (1903–1974)                           | Knihy: Bright Young People: The Lost Generation of London's Jazz Age, D.J. Taylor The Brideshead Generation: Evelyn Waugh and His Friends, Humphrey Carpenter Fiktivní postavy: Ed Spain in The Blessing, Nancy Mitford |
|      | Diana Cooper (1892–1986)                             | Knihy: The Book of Beauty, Cecil Beaton Bright Young People: The Lost Generation of London's Jazz Age, D.J. Taylor The Brideshead Generation: Evelyn Waugh and His Friends, Humphrey Carpenter Fiktivní postavy: Lady Leone in Don't Tell Alfred, Nancy Mitford Lady Artemis Hooper in Aaron's Rod, D.H. Lawrence Ruby, Lady Maclean in The Love and Envied, Enid Bagnold Lady Queenie Paulle in The Pretty Lady, Arnold Bennett Novinové články: Young People Take Big Treasure Hunt Showing Aside the Jazz Set in English Society |
|      | Duff Cooper (1890–1954)                              | Novinové články: Showing Aside the Jazz Set in English Society |
|      | Gladys Cooper (1888–1971)                            | Knihy: Bright Young People: The Lost Generation of London's Jazz Age, D.J. Taylor Novinové články: Young People Take Big Treasure Hunt London Society's Thrilling All-Night Treasure Hunts Portréty: Anthony Wysard (1907–1984) |
|      | Noël Coward (1899–1973)                              | Knihy: Bright Young People: The Lost Generation of London's Jazz Age, D.J. Taylor Fiktivní postavy: Max Pilgrim in A Dance to the Music of Time, Anthony Powell |
|      | Frederick Heyworth Cripps (1885–1977)                | Portréty: 1938, Anthony Wysard (1907–1984) |
|      | Violet Cripps (1891–1983)                            | Portréty: 1938, Anthony Wysard (1907–1984) |
|      | C. R. M. F. Cruttwell (1887–1941)                    | Knihy: The Brideshead Generation: Evelyn Waugh and His Friends, Humphrey Carpenter |
|      | Alexandra Curzon (1904–1995)                         | Novinové články: Bright Young People of the Rising Generation |
|      | Cynthia Curzon (1898–1933)                           | |
|      | Georgiana Curzon (1910–1976)                         | Knihy: The Book of Beauty, Cecil Beaton |
|      | Irene Curzon (1896–1966)                             | Novinové články: Bright Young People of the Rising Generation |
|      | Mary Curzon (1887–1962)                              | Knihy: The Book of Beauty, Cecil Beaton |
|      | Peregrine Cust (1899–1978)                           | Novinové články: Showing Aside the Jazz Set in English Society |
|      | Hugh Dalton (1887–1962)                              | Knihy: Bright Young People: The Lost Generation of London's Jazz Age, D.J. Taylor |
|      | Brenda Dean Paul (1907–1959)                         | Knihy: Bright Young People: The Lost Generation of London's Jazz Age, D.J. Taylor Script Doctors and Vicious Addicts Novinové články: Blackout of the Hon. Elizabeth's Wild 20-year-party |
|      | Napper Dean Paul (1904–1972)                         | Knihy: Script Doctors and Vicious Addicts |
|      | Warwick Deeping (1877–1950)                          | Knihy: Bright Young People: The Lost Generation of London's Jazz Age, D.J. Taylor |
|      | Alec Douglas-Home (1903–1995)                        | Knihy: Bright Young People: The Lost Generation of London's Jazz Age, D.J. Taylor |
|      | Elizabeth Douglas-Scott-Montagu (1909–2002)          | Knihy: Bright Young People: The Lost Generation of London's Jazz Age, D.J. Taylor |
|      | Tom Driberg (1905–1976)                              | Knihy: Bright Young People: The Lost Generation of London's Jazz Age, D.J. Taylor The Brideshead Generation: Evelyn Waugh and His Friends, Humphrey Carpenter |
|      | John Drury-Lowe (1905–1960)                          | Knihy: Brian Howard: Portrait of a Failure, Marie-Jaqueline Lancaster |
|      | Gerald du Maurier (1873–1934)                        | Knihy: Bright Young People: The Lost Generation of London's Jazz Age, D.J. Taylor |
|      | Freda Dudley Ward (1894–1983)                        | Knihy: The Book of Beauty, Cecil Beaton Novinové články: Showing Aside the Jazz Set in English Society London Society's Thrilling All-Night Treasure Hunts |
|      | Alfred Duggan (1903–1964)                            | Knihy: Bright Young People: The Lost Generation of London's Jazz Age, D.J. Taylor The Brideshead Generation: Evelyn Waugh and His Friends, Humphrey Carpenter |
|      | Hubert Duggan (1904–1943)                            | Fiktivní postavy: Charles Stringham in A Dance to the Music of Time, Anthony Powell |
|      | Dola Dunsmuir (1903–1966)                            | |
|      | Anthony Eden (1897–1977)                             | Knihy: Bright Young People: The Lost Generation of London's Jazz Age, D.J. Taylor |
|      | Edward Elgar (1857–1934)                             | Portréty: Anthony Wysard (1907–1984) |
|      | T. S. Eliot (1888–1965)                              | Knihy: Bright Young People: The Lost Generation of London's Jazz Age, D.J. Taylor |
|      | Lily Elsie (1886–1962)                               | Knihy: The Book of Beauty, Cecil Beaton |
|      | Baba d'Erlanger (1901–1945)                          | Knihy: Bright Young People: The Lost Generation of London's Jazz Age, D.J. Taylor Portréty: 1930, Anthony Wysard (1907–1984) |
|      | Mimi d'Erlanger (1874–1959)                          | Knihy: Bright Young People: The Lost Generation of London's Jazz Age, D.J. Taylor Fiktivní postavy Countess Flor di Folio in Serena Blandish, Enid Bagnold Portréty: 1930, Anthony Wysard (1907–1984) |
|      | Hamish St. Clair Erskine (1909–1973)                 | Knihy: Bright Young People: The Lost Generation of London's Jazz Age, D.J. Taylor Fiktivní postavy: Highland Fling, Nancy Mitford Sir Roderick "Bobby" Bobbin in Christmas Pudding, Nancy Mitford |
|      | Gwen Farrar (1899–1944)                              | |
|      | Daisy Fellowes (1902–1945)                           | Knihy: The Book of Beauty, Cecil Beaton |
|      | Dorothy Fellowes-Gordon (1891–1991)                  | |
|      | Gwen Ffrangcon-Davies (1891–1992)                    | Novinové články: Mozart Fancy Dress Concert is Picturesque |
|      | Daphne Fielding (1904–1997)                          | Knihy: Bright Young People: The Lost Generation of London's Jazz Age, D.J. Taylor Portréty: 1940, Anthony Wysard (1907–1984) |
|      | Ronald Firbank (1886–1926)                           | Knihy: Bright Young People: The Lost Generation of London's Jazz Age, D.J. Taylor |
|      | Michael Foot (1913–2010)                             | Portréty: 1948, Anthony Wysard (1907–1984) |
|      | E. M. Forster (1879–1970)                            | Knihy: Bright Young People: The Lost Generation of London's Jazz Age, D.J. Taylor |
|      | Harry Fox-Strangways (1905–1964)                     | Knihy: Brian Howard: Portrait of a Failure, Marie-Jaqueline Lancaster |
|      | Gilbert Frankau (1884–1952)                          | Knihy: Bright Young People: The Lost Generation of London's Jazz Age, D.J. Taylor |
|      | Maxine Freeman-Thomas (* 1901)                       | Knihy: The Book of Beauty, Cecil Beaton |
|      | Essex French (1907–1996)                             | Knihy: The Book of Beauty, Cecil Beaton |
|      | Valerie French (1909–1997)                           | Knihy: The Book of Beauty, Cecil Beaton |
|      | Anthea Gamble (1906–1960)                            | Knihy: Bright Young People: The Lost Generation of London's Jazz Age, D.J. Taylor Script Doctors and Vicious Addicts |
|      | Patrick Gamble (1904–1956)                           | |
|      | Evelyn Gardner (1903–1994)                           | Knihy: Bright Young People: The Lost Generation of London's Jazz Age, D.J. Taylor The Brideshead Generation: Evelyn Waugh and His Friends, Humphrey Carpenter Fiktivní postavy: Brenda Last in A Handful of Dust, Evelyn Waugh |
|      | Edward Gathorne-Hardy (1901–1978)                    | Knihy: Bright Young People: The Lost Generation of London's Jazz Age, D.J. Taylor Novinové články: Blackout of the Hon. Elizabeth's Wild 20-year-party |
|      | Robert Gathorne-Hardy (1902–1973)                    | |
|      | Paula Gellibrand (1898–1986)                         | Knihy: The Book of Beauty, Cecil Beaton Serena Blandish, Enid Bagnold |
|      | Douglas Goldring (1887–1960)                         | Knihy: Bright Young People: The Lost Generation of London's Jazz Age, D.J. Taylor |
|      | Victor Gollancz (1893–1967)                          | Knihy: Bright Young People: The Lost Generation of London's Jazz Age, D.J. Taylor |
|      | Alastair Graham (1904–1982)                          | Knihy: Bright Young People: The Lost Generation of London's Jazz Age, D.J. Taylor The Brideshead Generation: Evelyn Waugh and His Friends, Humphrey Carpenter Fiktivní postavy: Lord Sebastian Flyte in Brideshead Revisited, Evelyn Waugh |
|      | Robert Graves (1895–1985)                            | Knihy: Bright Young People: The Lost Generation of London's Jazz Age, D.J. Taylor |
|      | Henry Green (1905–1973)                              | Knihy: Bright Young People: The Lost Generation of London's Jazz Age, D.J. Taylor The Brideshead Generation: Evelyn Waugh and His Friends, Humphrey Carpenter Brian Howard: Portrait of a Failure, Marie-Jaqueline Lancaster |
|      | Graham Greene (1904–1991)                            | Knihy: The Brideshead Generation: Evelyn Waugh and His Friends, Humphrey Carpenter |
|      | Terence Greenidge (1902–1970)                        | Knihy: The Brideshead Generation: Evelyn Waugh and His Friends, Humphrey Carpenter |
|      | Ivor Guest (1903–1967)                               | Portréty: 1936, Anthony Wysard (1907–1984) |
|      | Aileen Guinness (1904–1999)                          | |
|      | Bryan Guinness (1905–1992)                           | Knihy: Bright Young People: The Lost Generation of London's Jazz Age, D.J. Taylor Brian Howard: Portrait of a Failure, Marie-Jaqueline Lancaster Novinové články: Blackout of the Hon. Elizabeth's Wild 20-year-party |
|      | Loel Guinness (1906–1988)                            | Novinové články: Amusing Turns Brighten Coming-of-Age Party |
|      | Maureen Guinness (1907–1998)                         | |
|      | Meraud Guinness (1904–1993)                          | Knihy: Bright Young People: The Lost Generation of London's Jazz Age, D.J. Taylor |
|      | Oonagh Guinness (1910–1995)                          | Portréty: 1930, Anthony Wysard (1907–1984) |
|      | Walter Guinness (1880–1944)                          | Knihy: Bright Young People: The Lost Generation of London's Jazz Age, D.J. Taylor |
|      | Claud Hamilton (1889–1975)                           | Knihy: Brian Howard: Portrait of a Failure, Marie-Jaqueline Lancaster |
|      | Patrick Hamilton (1904–1962)                         | Knihy: Bright Young People: The Lost Generation of London's Jazz Age, D.J. Taylor |
|      | Nina Hamnett (1890–1965)                             | Knihy: Bright Young People: The Lost Generation of London's Jazz Age, D.J. Taylor |
|      | Doris Harcourt (1900–1981)                           | Novinové články: Bright Young People of the Rising Generation |
|      | Allanah Harper (1904–1992)                           | Knihy: Bright Young People: The Lost Generation of London's Jazz Age, D.J. Taylor |
|      | Pamela Harriman (1920–1997)                          | Knihy: Bright Young People: The Lost Generation of London's Jazz Age, D.J. Taylor |
|      | Roy Harrod (1900–1978)                               | Knihy: Brian Howard: Portrait of a Failure, Marie-Jaqueline Lancaster |
|      | Deirdre Hart-Davis (1909–1999)                       | Knihy: The Book of Beauty, Cecil Beaton |
|      | L. P. Hartley (1895–1972)                            | |
|      | Norman Hartnell (1901–1979)                          | Knihy: Bright Young People: The Lost Generation of London's Jazz Age, D.J. Taylor |
|      | Gavin Henderson (1902–1977)                          | Knihy: Bright Young People: The Lost Generation of London's Jazz Age, D.J. Taylor |
|      | A. P. Herbert (1890–1971)                            | Knihy: Bright Young People: The Lost Generation of London's Jazz Age, D.J. Taylor |
|      | David Herbert (1908–1995)                            | |
|      | Sidney Herbert (1906–1969)                           | Knihy: Bright Young People: The Lost Generation of London's Jazz Age, D.J. Taylor |
|      | John Heygate (1903–1976)                             | Knihy: Bright Young People: The Lost Generation of London's Jazz Age, D.J. Taylor The Brideshead Generation: Evelyn Waugh and His Friends, Humphrey Carpenter Fiktivní postavy: John Beaver in A Handful of Dust, Evelyn Waugh Sir Piers Tofield in Chronicle of Ancient Sunlight, Henry Williamson |
|      | Arden Hilliard (* 1904)                              | |
|      | Quintin Hogg (1907–2001)                             | Portréty: 1948, Anthony Wysard (1907–1984) |
|      | Inez Holden (1903–1974)                              | Knihy: Bright Young People: The Lost Generation of London's Jazz Age, D.J. Taylor |
|      | Wanda Holden (1911–1956)                             | Knihy: The Book of Beauty, Cecil Beaton |
|      | Vyvyan Holland (1886–1967)                           | Knihy: Bright Young People: The Lost Generation of London's Jazz Age, D.J. Taylor |
|      | Christopher Hollis (1902–1977)                       | Knihy: The Brideshead Generation: Evelyn Waugh and His Friends, Humphrey Carpenter |
|      | David Horner (1900–1983)                             | |
|      | Brian Howard (1905–1958)                             | Knihy: Bright Young People: The Lost Generation of London's Jazz Age, D.J. Taylor The Brideshead Generation: Evelyn Waugh and His Friends, Humphrey Carpenter Brian Howard: Portrait of a Failure, Marie-Jaqueline Lancaster Script Doctors and Vicious Addicts Fiktivní postavy Anthony Blanche in Brideshead Revisited, Evelyn Waugh Donald Butterboy in The Roaring Queen, Wyndham Lewis Novinové články: Blackout of the Hon. Elizabeth's Wild 20-year-party                                                                    |
|      | Elizabeth Jane Howard (1923–2014)                    | Knihy: Bright Young People: The Lost Generation of London's Jazz Age, D.J. Taylor |
|      | William Howard (1902–1978)                           | Knihy: Bright Young People: The Lost Generation of London's Jazz Age, D.J. Taylor The Brideshead Generation: Evelyn Waugh and His Friends, Humphrey Carpenter |
|      | Aldous Huxley (1894–1963)                            | Knihy: Bright Young People: The Lost Generation of London's Jazz Age, D.J. Taylor |
|      | Christopher Isherwood (1904–1986)                    | Knihy: Bright Young People: The Lost Generation of London's Jazz Age, D.J. Taylor |
|      | Derek Jackson (1906–1982)                            | |
|      | Audrey James (1902–1968)                             | Knihy: The Book of Beauty, Cecil Beaton |
|      | Edward James (1907–1984)                             | Knihy: The Brideshead Generation: Evelyn Waugh and His Friends, Humphrey Carpenter |
|      | Julia James (1890–1964)                              | Knihy: The Book of Beauty, Cecil Beaton |
|      | Arthur Jeffress (1905–1961)                          | Knihy: Alec Waugh, A Year to Remember, A Reminiscence of 1931 Bloomsbury Reader, 1975 D.J. Taylor, Bright Young People - The Lost Generation of London's Jazz Age Farrar, Straus and Giroux, New York, 2007 John Montgomery, The Twenties, George Allen & Unwin Ltd, London, 1970 Portréty: Graham Sutherland, 1954 Ida Kar, 1959 |
|      | Douglas Jerrold (1893–1964)                          | Knihy: Bright Young People: The Lost Generation of London's Jazz Age, D.J. Taylor |
|      | Augustus John (1878–1961)                            | Knihy: Bright Young People: The Lost Generation of London's Jazz Age, D.J. Taylor Portréty: 1949, Anthony Wysard (1907–1984) |
|      | Baby Jungman (1907–2010)                             | Knihy: The Book of Beauty, Cecil Beaton Bright Young People: The Lost Generation of London's Jazz Age, D.J. Taylor The Brideshead Generation: Evelyn Waugh and His Friends, Humphrey Carpenter Portréty: 1930, Anthony Wysard (1907–1984) |
|      | Zita Jungman (1904–2006)                             | Knihy: The Book of Beauty, Cecil Beaton Bright Young People: The Lost Generation of London's Jazz Age, D.J. Taylor Novinové články: Marriage of a "Bright Young Person" |
|      | Barbara Ker-Seymer (1905–1993)                       | Knihy: Bright Young People: The Lost Generation of London's Jazz Age, D.J. Taylor |
|      | Nelson Keys (1886–1939)                              | Novinové články: Eminent Victorians |
|      | George Kinnoull (1902–1938)                          | Novinové články: Flaming Youth tries Britain's Patience |
|      | Philip Leyland Kindersley (1907–1995)                | Portréty: 1930, Anthony Wysard (1907–1984) |
|      | George Alfred Kolkhorst (1897–1958)                  | Knihy: The Brideshead Generation: Evelyn Waugh and His Friends, Humphrey Carpenter |
|      | Constant Lambert (1905–1951)                         | Knihy: Bright Young People: The Lost Generation of London's Jazz Age, D.J. Taylor Fiktivní postavy: Hugh Moreland in A Dance to the Music of Time, Anthony Powell |
|      | Osbert Lancaster (1908–1986)                         | Knihy: Bright Young People: The Lost Generation of London's Jazz Age, D.J. Taylor The Brideshead Generation: Evelyn Waugh and His Friends, Humphrey Carpenter |
|      | Elissa Landi (1904–1948)                             | Novinové články: Amusing Turns Brighten Coming-of-Age Party |
|      | George Lascelles (1923–2011)                         | Portréty: 1936, Anthony Wysard (1907–1984) |
|      | Charles Laughton (1899–1962)                         | Portréty: 1936, Anthony Wysard (1907–1984) |
|      | James Laver (1899–1975)                              | Knihy: Bright Young People: The Lost Generation of London's Jazz Age, D.J. Taylor |
|      | D. H. Lawrence (1885–1930)                           | Knihy: Bright Young People: The Lost Generation of London's Jazz Age, D.J. Taylor |
|      | Gertrude Lawrence (1898–1952)                        | Knihy: The Book of Beauty, Cecil Beaton |
|      | James Lees-Milne (1908–1997)                         | Knihy: Bright Young People: The Lost Generation of London's Jazz Age, D.J. Taylor Fiktivní postavy: Albert Gates in Highland Fling, Nancy Mitford |
|      | Rosamond Lehmann (1901–1990)                         | Knihy: Bright Young People: The Lost Generation of London's Jazz Age, D.J. Taylor |
|      | F. R. Leavis (1895–1978)                             | Fiktivní postavy: J G Quiggin in A Dance to the Music of Time, Anthony Powell |
|      | Serge Lifar (1905–1986)                              | Portréty: 1930, Anthony Wysard (1907–1984) |
|      | John "The Widow" Lloyd (1900–1978)                   | Knihy: Bright Young People: The Lost Generation of London's Jazz Age, D.J. Taylor |
|      | Anita Loos (1889–1981)                               | Knihy: The Book of Beauty, Cecil Beaton |
|      | Tilly Losch (1903–1975)                              | Knihy: The Book of Beauty, Cecil Beaton |
|      | Lady Dorothy Lygon (1912–2001)                       | Knihy: The Brideshead Generation: Evelyn Waugh and His Friends, Humphrey Carpenter Fiktivní postavy: Lady Cordelia Flyte in Brideshead Revisited, Evelyn Waugh |
|      | Hugh Lygon (1904–1936)                               | Knihy: Bright Young People: The Lost Generation of London's Jazz Age, D.J. Taylor The Brideshead Generation: Evelyn Waugh and His Friends, Humphrey Carpenter Brian Howard: Portrait of a Failure, Marie-Jaqueline Lancaster Fiktivní postavy: Lord Sebastian Flyte in Brideshead Revisited, Evelyn Waugh Portréty: 1930, Anthony Wysard (1907–1984) |
|      | Lady Lettice Lygon (1906–1973)                       | Knihy: Bright Young People: The Lost Generation of London's Jazz Age, D.J. Taylor Fiktivní postavy: Brideshead Revisited, Evelyn Waugh |
|      | Lady Mary Lygon (1910–1982)                          | Knihy: Bright Young People: The Lost Generation of London's Jazz Age, D.J. Taylor The Brideshead Generation: Evelyn Waugh and His Friends, Humphrey Carpenter Fiktivní postavy: Brideshead Revisited, Evelyn Waugh Vile Bodies, Evelyn Waugh |
|      | Lady Sibell Lygon (1907–2005)                        | Knihy: Bright Young People: The Lost Generation of London's Jazz Age, D.J. Taylor Fiktivní postavy: Brideshead Revisited, Evelyn Waugh Vile Bodies, Evelyn Waugh |
|      | William Lygon (1903–1979)                            | Knihy: Bright Young People: The Lost Generation of London's Jazz Age, D.J. Taylor The Brideshead Generation: Evelyn Waugh and His Friends, Humphrey Carpenter Fiktivní postavy: Brideshead Revisited, Evelyn Waugh |
|      | Malcolm MacDonald (1901–1981)                        | Portréty: 1936, Anthony Wysard (1907–1984) |
|      | Julian MacLaren-Ross (1912–1964)                     | Knihy: Bright Young People: The Lost Generation of London's Jazz Age, D.J. Taylor Fiktivní postavy: X. Trapnel in A Dance to the Music of Time, Anthony Powell |
|      | Ethel Mannin (1900–1984)                             | Knihy: Bright Young People: The Lost Generation of London's Jazz Age, D.J. Taylor |
|      | Reginald Manningham-Buller (1905–1980)               | Fiktivní postavy: Kenneth Widmerpool in A Dance to the Music of Time, Anthony Powell |
|      | Edward Marjoribanks (1900–1932)                      | Novinové články: Amusing Turns Brighten Coming-of-Age Party |
|      | Frances Marshall (1900–2004)                         | Knihy: Bright Young People: The Lost Generation of London's Jazz Age, D.J. Taylor |
|      | Rita Martin (1875–1958)                              | Knihy: The Book of Beauty, Cecil Beaton |
|      | W. Somerset Maugham (1874–1965)                      | Knihy: Bright Young People: The Lost Generation of London's Jazz Age, D.J. Taylor |
|      | Elsa Maxwell (1883–1963)                             | Portréty: 1930, Anthony Wysard (1907–1984) |
|      | Harry Melville (1908–2000)                           | Knihy: Bright Young People: The Lost Generation of London's Jazz Age, D.J. Taylor Novinové články: Mozart Fancy Dress Concert is Picturesque |
|      | Anne Messel (1902–1992)                              | Knihy: The Book of Beauty, Cecil Beaton |
|      | Oliver Messel (1904–1978)                            | Knihy: Bright Young People: The Lost Generation of London's Jazz Age, D.J. Taylor Brian Howard: Portrait of a Failure, Marie-Jaqueline Lancaster Portréty: 1930, Anthony Wysard (1907–1984) |
|      | Kate Meyrick (1875–1933)                             | Knihy: Bright Young People: The Lost Generation of London's Jazz Age, D.J. Taylor Fiktivní postavy: Ma Mayfield in A Handful of Dust and Brideshead Revisited, Evelyn Waugh Novinové články: Flaming Youth tries Britain's Patience |
|      | Florence Mills (1896–1927)                           | Knihy: Bright Young People: The Lost Generation of London's Jazz Age, D.J. Taylor |
|      | David Mitford (1878–1958)                            | Fiktivní postavy: General Murgatroyd in Highland Fling, Nancy Mitford Uncle Matthew in The Pursuit of Love, Nancy Mitford |
|      | Deborah Mitford (1920–2014)                          | Fiktivní postavy: Northey Mackintosh in Don't Tell Alfred, Nancy Mitford Linda Radlett in Love in a Cold Climate, Nancy Mitford Linda Radlett in The Pursuit of Love, Nancy Mitford |
|      | Diana Mitford (1910–2003)                            | Knihy: Bright Young People: The Lost Generation of London's Jazz Age, D.J. Taylor Novinové články: Flaming Youth tries Britain's Patience |
|      | Jessica Mitford (1917–1996)                          | Knihy: Bright Young People: The Lost Generation of London's Jazz Age, D.J. Taylor Fiktivní postavy: Jassy Radlett in Love in a Cold Climate, Nancy Mitford Jassy Radlett in The Pursuit of Love, Nancy Mitford |
|      | Nancy Mitford (1904–1973)                            | Knihy: Bright Young People: The Lost Generation of London's Jazz Age, D.J. Taylor The Brideshead Generation: Evelyn Waugh and His Friends, Humphrey Carpenter Fiktivní postavy: Grace Marquise de Valhubert in Don't Tell Alfred, Nancy Mitford Novinové články: Lord Rennell's Son Engaged |
|      | Pamela Mitford (1907–1994)                           | |
|      | Tom Mitford (1909–1945)                              | Knihy: Bright Young People: The Lost Generation of London's Jazz Age, D.J. Taylor |
|      | Unity Mitford (1914–1948)                            | Knihy: Bright Young People: The Lost Generation of London's Jazz Age, D.J. Taylor Fiktivní postavy: Eugenia Malmains in Wings on the Green, Nancy Mitford |
|      | Ivan Moffat (1918–2002)                              | Knihy: Bright Young People: The Lost Generation of London's Jazz Age, D.J. Taylor |
|      | Gwen Mond († 1982)                                   | Portréty: 1929, Anthony Wysard (1907–1984) |
|      | Henry Mond (1898–1949)                               | Portréty: 1929, Anthony Wysard (1907–1984) |
|      | Evan Morgan (1893–1949)                              | Knihy: Bright Young People: The Lost Generation of London's Jazz Age, D.J. Taylor Portréty: 1929, Anthony Wysard (1907–1984) |
|      | Gloria Morgan (1904–1965)                            | Knihy: The Book of Beauty, Cecil Beaton |
|      | Thelma Morgan (1904–1970)                            | Knihy: The Book of Beauty, Cecil Beaton Novinové články: Showing Aside the Jazz Set in English Society |
|      | Raymond Mortimer (1895–1980)                         | Knihy: Bright Young People: The Lost Generation of London's Jazz Age, D.J. Taylor Portréty: 1936, Anthony Wysard (1907–1984) |
|      | Oswald Mosley (1896–1980)                            | Knihy: Bright Young People: The Lost Generation of London's Jazz Age, D.J. Taylor Novinové články: Flaming Youth tries Britain's Patience Portréty: 1931, Anthony Wysard (1907–1984) |
|      | Edwina Mountbatten (1901–1960)                       | Knihy: Bright Young People: The Lost Generation of London's Jazz Age, D.J. Taylor Novinové články: Showing Aside the Jazz Set in English Society |
|      | George Mountbatten (1892–1938)                       | Novinové články: Showing Aside the Jazz Set in English Society |
|      | Irene Mountbatten (1890–1956)                        | Knihy: Bright Young People: The Lost Generation of London's Jazz Age, D.J. Taylor |
|      | Louis Mountbatten (1900–1979)                        | Novinové články: Showing Aside the Jazz Set in English Society |
|      | Nadejda Mountbatten (1896–1963)                      | Novinové články: Showing Aside the Jazz Set in English Society |
|      | Herbert Mundin (1898–1939)                           | Novinové články: Eminent Victorians |
|      | Basil Murray (1902–1937)                             | Knihy: The Brideshead Generation: Evelyn Waugh and His Friends, Humphrey Carpenter Fiktivní postavy: Jasper Aspect in Wings on the Green, Nancy Mitford |
|      | Anna Neagle (1904–1986)                              | Portréty: 1937, Anthony Wysard (1907–1984) |
|      | Beverley Nichols (1898–1983)                         | Knihy: Bright Young People: The Lost Generation of London's Jazz Age, D.J. Taylor |
|      | Harold Nicolson (1886–1968)                          | Knihy: Bright Young People: The Lost Generation of London's Jazz Age, D.J. Taylor |
|      | Richard Henry Brinsley Norton (1892–1954)            | Portréty: 1931, Anthony Wysard (1907–1984) |
|      | Ivor Novello (1893–1951)                             | Knihy: Bright Young People: The Lost Generation of London's Jazz Age, D.J. Taylor |
|      | Serge Obolensky (1890–1978)                          | Novinové články: Amusing Turns Brighten Coming-of-Age Party |
|      | Mark Ogilvie-Grant (1905–1969)                       | Knihy: Bright Young People: The Lost Generation of London's Jazz Age, D.J. Taylor Brian Howard: Portrait of a Failure, Marie-Jaqueline Lancaster Fiktivní postavy: Sir Ivor King in The Pursuit of Love, Nancy Mitford |
|      | Nina Ogilvie-Grant (1906–1969)                       | Knihy: Bright Young People: The Lost Generation of London's Jazz Age, D.J. Taylor Portréty: 1930, Anthony Wysard (1907–1984) |
|      | Denise Orme (1885–1960)                              | Novinové články: Amusing Turns Brighten Coming-of-Age Party |
|      | George Orwell (1903–1950)                            | Knihy: Bright Young People: The Lost Generation of London's Jazz Age, D.J. Taylor Fiktivní postavy: Erridge (Earl of Warminster) in A Dance to the Music of Time, Anthony Powell |
|      | Frank Pakenham (1905–2001)                           | Knihy: Bright Young People: The Lost Generation of London's Jazz Age, D.J. Taylor Fiktivní postavy: Erridge (Earl of Warminster) in A Dance to the Music of Time, Anthony Powell |
|      | Pansy Pakenham (1904–1999)                           | Knihy: Bright Young People: The Lost Generation of London's Jazz Age, D.J. Taylor |
|      | Richard Pares (1902–1958)                            | Knihy: Bright Young People: The Lost Generation of London's Jazz Age, D.J. Taylor |
|      | Dorothea Parry (1876–1963)                           | Knihy: Bright Young People: The Lost Generation of London's Jazz Age, D.J. Taylor |
|      | Gwen Parry (1878–1959)                               | Knihy: Bright Young People: The Lost Generation of London's Jazz Age, D.J. Taylor Fiktivní postavy: Vile Bodies, Evelyn Waugh |
|      | Bridget Parsons (1907–1972)                          | Knihy: Bright Young People: The Lost Generation of London's Jazz Age, D.J. Taylor Novinové články: Amusing Turns Brighten Coming-of-Age Party |
|      | Desmond Parsons (1910–1937)                          | |
|      | Michael Parsons (1906–1979)                          | Knihy: Bright Young People: The Lost Generation of London's Jazz Age, D.J. Taylor Brian Howard: Portrait of a Failure, Marie-Jaqueline Lancaster Portréty: 1930, Anthony Wysard (1907–1984) |
|      | Ralph Partridge (1894–1960)                          | Knihy: Bright Young People: The Lost Generation of London's Jazz Age, D.J. Taylor |
|      | Kathleen Pelham Burn (1887–1966)                     | Knihy: The Book of Beauty, Cecil Beaton |
|      | Roland Penrose (1900–1984)                           | Knihy: Bright Young People: The Lost Generation of London's Jazz Age, D.J. Taylor |
|      | Rosamond Pinchot (1904–1938)                         | Knihy: The Book of Beauty, Cecil Beaton |
|      | David Plunket Greene (1904–1941)                     | Knihy: Bright Young People: The Lost Generation of London's Jazz Age, D.J. Taylor Brian Howard: Portrait of a Failure, Marie-Jaqueline Lancaster Script Doctors and Vicious Addicts Fiktivní postavy: Vile Bodies, Evelyn Waugh |
|      | Olivia Plunket Greene (1907–1958)                    | Knihy: Bright Young People: The Lost Generation of London's Jazz Age, D.J. Taylor Fiktivní postavy: Hon. Agatha Runcible in Vile Bodies, Evelyn Waugh A Little Learning, Evelyn Waugh |
|      | Richard Plunket Greene (1901–1978)                   | Knihy: Bright Young People: The Lost Generation of London's Jazz Age, D.J. Taylor Fiktivní postavy Vile Bodies, Evelyn Waugh |
|      | Poldowski (1879–1932)                                | Knihy: Bright Young People: The Lost Generation of London's Jazz Age, D.J. Taylor |
|      | Arthur Ponsonby (1871–1946)                          | Knihy: Bright Young People: The Lost Generation of London's Jazz Age, D.J. Taylor Novinové články: Blackout of the Hon. Elizabeth's Wild 20-year-party Society in London |
|      | Elizabeth Ponsonby (1900–1940)                       | Knihy: Bright Young People: The Lost Generation of London's Jazz Age, D.J. Taylor Novinové články: Blackout of the Hon. Elizabeth's Wild 20-year-party Society in London Mozart Fancy Dress Concert is Picturesque |
|      | Loelia Ponsonby (1902–1993)                          | Knihy: Bright Young People: The Lost Generation of London's Jazz Age, D.J. Taylor Novinové články: Amusing Turns Brighten Coming-of-Age Party |
|      | Matthew Ponsonby (1904–1976)                         | Knihy: Bright Young People: The Lost Generation of London's Jazz Age, D.J. Taylor |
|      | Bridget Poulett (1912–1975)                          | Portréty: 1933, Anthony Wysard (1907–1984) |
|      | Anthony Powell (1905–2000)                           | Knihy: Bright Young People: The Lost Generation of London's Jazz Age, D.J. Taylor The Brideshead Generation: Evelyn Waugh and His Friends, Humphrey Carpenter Fiktivní postavy: Isobel Tolland in A Dance to the Music of Time, Anthony Powell |
|      | Violet Powell (1912–2002)                            | |
|      | John Pratt (1899–1983)                               | Knihy: Bright Young People: The Lost Generation of London's Jazz Age, D.J. Taylor Portréty: 1934, Anthony Wysard (1907–1984) |
|      | Denis Pritt (1887–1972)                              | Fiktivní postavy: Kenneth Widmerpool in A Dance to the Music of Time, Anthony Powell |
|      | J. B. Priestley (1894–1984)                          | Knihy: Bright Young People: The Lost Generation of London's Jazz Age, D.J. Taylor |
|      | Alan Pryce-Jones (1908–2000)                         | Knihy: Bright Young People: The Lost Generation of London's Jazz Age, D.J. Taylor The Brideshead Generation: Evelyn Waugh and His Friends, Humphrey Carpenter |
|      | Peter Quennell (1905–1993)                           | Knihy: Bright Young People: The Lost Generation of London's Jazz Age, D.J. Taylor The Brideshead Generation: Evelyn Waugh and His Friends, Humphrey Carpenter Fiktivní postavy: Mark Members in A Dance to the Music of Time, Anthony Powell |
|      | Terence Rattigan (1911–1977)                         | Knihy: Bright Young People: The Lost Generation of London's Jazz Age, D.J. Taylor |
|      | Maurice Richardson (1907–1978)                       | Knihy: Bright Young People: The Lost Generation of London's Jazz Age, D.J. Taylor |
|      | Paul Robeson (1898–1976)                             | Knihy: Bright Young People: The Lost Generation of London's Jazz Age, D.J. Taylor |
|      | Peter Rodd (1904–1968)                               | Knihy: Bright Young People: The Lost Generation of London's Jazz Age, D.J. Taylor The Brideshead Generation: Evelyn Waugh and His Friends, Humphrey Carpenter Fiktivní postavy: Lady Beech in Pigeon Pie, Nancy Mitford Christian Talbot in The Pursuit of Love, Nancy Mitford Novinové články: Lord Rennell's Son Engaged |
|      | Oriel Ross (1907–1994)                               | Knihy: The Book of Beauty, Cecil Beaton |
|      | John Rothenstein (1901–1992)                         | Knihy: Bright Young People: The Lost Generation of London's Jazz Age, D.J. Taylor |
|      | Kennerley Rumford (1870–1957)                        | Novinové články: Amusing Turns Brighten Coming-of-Age Party |
|      | Elizabeth Russell (1899–1986)                        | Fiktivní postavy: Vile Bodies, Evelyn Waugh |
|      | Gordon Russell (1892–1980)                           | Knihy: Bright Young People: The Lost Generation of London's Jazz Age, D.J. Taylor |
|      | Alison Ruthven (1902–1974)                           | Knihy: The Book of Beauty, Cecil Beaton Novinové články: Amusing Turns Brighten Coming-of-Age Party |
|      | Peggy Ruthven (1902–1974)                            | Knihy: The Book of Beauty, Cecil Beaton Novinové články: Amusing Turns Brighten Coming-of-Age Party |
|      | Edward Sackville-West (1901–1965)                    | Knihy: Bright Young People: The Lost Generation of London's Jazz Age, D.J. Taylor Fiktivní postavy: David Warbeck in The Pursuit of Love, Nancy Mitford |
|      | Vita Sackville-West (1892–1962)                      | Knihy: Bright Young People: The Lost Generation of London's Jazz Age, D.J. Taylor |
|      | Siegfried Sassoon (1886–1967)                        | Knihy: Bright Young People: The Lost Generation of London's Jazz Age, D.J. Taylor |
|      | Sybil Sassoon                                        | Novinové články: Eminent Victorians |
|      | John Seely (1899–1963)                               | |
|      | Patrick Seely (1905–1966)                            | Portréty: 1935, Anthony Wysard (1907–1984) |
|      | Alison Settle (1891–1980)                            | Knihy: Bright Young People: The Lost Generation of London's Jazz Age, D.J. Taylor |
|      | Norma Shearer (1902–1983)                            | Knihy: The Book of Beauty, Cecil Beaton |
|      | Edith Sitwell (1887–1964)                            | Knihy: The Book of Beauty, Cecil Beaton Bright Young People: The Lost Generation of London's Jazz Age, D.J. Taylor Fiktivní postavy: Lady Harriett Finnian-Shaw in The Apes of God, Wyndham Lewis Portréty: 1931, Anthony Wysard (1907–1984) |
|      | Georgia Sitwell (1906–1980)                          | Knihy: The Book of Beauty, Cecil Beaton Bright Young People: The Lost Generation of London's Jazz Age, D.J. Taylor |
|      | Osbert Sitwell (1892–1969)                           | Knihy: Bright Young People: The Lost Generation of London's Jazz Age, D.J. Taylor Fiktivní postavy: Lord Osmund Finnian-Shaw in The Apes of God, Wyndham Lewis |
|      | Sacheverell Sitwell (1897–1988)                      | Knihy: Bright Young People: The Lost Generation of London's Jazz Age, D.J. Taylor Fiktivní postavy: Lord Phoebus Finnian-Shaw in The Apes of God, Wyndham Lewis |
|      | Terence Skeffington-Smyth (1905–1936)                | |
|      | Barbara Skelton (1916–1996)                          | Fiktivní postavy: Pamela Flitton in A Dance to the Music of Time, Anthony Powell |
|      | Eleanor Smith (1902–1945)                            | Knihy: The Book of Beauty, Cecil Beaton Bright Young People: The Lost Generation of London's Jazz Age, D.J. Taylor Novinové články: Blackout of the Hon. Elizabeth's Wild 20-year-party Eminent Victorians Portréty: 1930, Anthony Wysard (1907–1984) |
|      | Pamela Smith (1915–1982)                             | Knihy: The Book of Beauty, Cecil Beaton Novinové články: Eminent Victorians |
|      | C. P. Snow (1905–1980)                               | Fiktivní postavy: J G Quiggin in A Dance to the Music of Time, Anthony Powell |
|      | Oscar Solbert (1885–1958)                            | Novinové články: Bright Young People of the Rising Generation |
|      | Ivor Spencer-Churchill (1898–1956)                   | Knihy: Bright Young People: The Lost Generation of London's Jazz Age, D.J. Taylor Portréty: 1931, Anthony Wysard (1907–1984) |
|      | Stephen Spender (1909–1995)                          | Knihy: Bright Young People: The Lost Generation of London's Jazz Age, D.J. Taylor Fiktivní postavy: Mark Members in A Dance to the Music of Time, Anthony Powell |
|      | Bernard Spilsbury (1877–1947)                        | Knihy: Bright Young People: The Lost Generation of London's Jazz Age, D.J. Taylor |
|      | J. C. Squire (1884–1958)                             | Knihy: Bright Young People: The Lost Generation of London's Jazz Age, D.J. Taylor |
|      | Jeanne Stourton (1913–1987)                          | Portréty: 1933, Anthony Wysard (1907–1984) |
|      | Alix Strachey (1892–1973)                            | Knihy: Bright Young People: The Lost Generation of London's Jazz Age, D.J. Taylor |
|      | John Strachey (1901–1963)                            | Knihy: Bright Young People: The Lost Generation of London's Jazz Age, D.J. Taylor |
|      | Lytton Strachey (1880–1932)                          | Knihy: Bright Young People: The Lost Generation of London's Jazz Age, D.J. Taylor Fiktivní postavy: Matthew Plunkett in The Apes of God, Wyndham Lewis Cedric Furber in The Self-Condemned, Wyndham Lewis Novinové články: Blackout of the Hon. Elizabeth's Wild 20-year-party Portréty: 1937, Anthony Wysard (1907–1984) |
|      | Lois Sturt (1900–1937)                               | Novinové články: Young People Take Big Treasure Hunt British Girl Holds Record as Art Model London Society's Thrilling All-Night Treasure Hunts Portréty: 1929, Anthony Wysard (1907–1984) |
|      | Napier Sturt (1896–1940)                             | Novinové články: British Girl Holds Record as Art Model |
|      | Eileen Sutherland-Leveson-Gower (1891–1943)          | Knihy: Bright Young People: The Lost Generation of London's Jazz Age, D.J. Taylor Novinové články: Showing Aside the Jazz Set in English Society |
|      | George Sutherland-Leveson-Gower (1888–1963)          | Novinové články: Showing Aside the Jazz Set in English Society |
|      | John Sutro (1903–1985)                               | Knihy: Bright Young People: The Lost Generation of London's Jazz Age, D.J. Taylor The Brideshead Generation: Evelyn Waugh and His Friends, Humphrey Carpenter Brian Howard: Portrait of a Failure, Marie-Jaqueline Lancaster |
|      | Christopher Sykes (1907–1986)                        | Knihy: Bright Young People: The Lost Generation of London's Jazz Age, D.J. Taylor The Brideshead Generation: Evelyn Waugh and His Friends, Humphrey Carpenter |
|      | A. J. A. Symons (1900–1941)                          | Knihy: Bright Young People: The Lost Generation of London's Jazz Age, D.J. Taylor |
|      | Julian Symons (1912–1994)                            | Knihy: Bright Young People: The Lost Generation of London's Jazz Age, D.J. Taylor |
|      | Stephen Tallents (1884–1958)                         | Knihy: Bright Young People: The Lost Generation of London's Jazz Age, D.J. Taylor |
|      | Paul Tanqueray (1905–1941)                           | Knihy: Bright Young People: The Lost Generation of London's Jazz Age, D.J. Taylor |
|      | A. J. P. Taylor (1906–1990)                          | Knihy: Bright Young People: The Lost Generation of London's Jazz Age, D.J. Taylor |
|      | David Tennant (1902–1968)                            | Knihy: Bright Young People: The Lost Generation of London's Jazz Age, D.J. Taylor Novinové články: Blackout of the Hon. Elizabeth's Wild 20-year-party Mozart Fancy Dress Concert is Picturesque Portréty: 1927, Anthony Wysard (1907–1984) |
|      | Stephen Tennant (1906–1987)                          | Knihy: Bright Young People: The Lost Generation of London's Jazz Age, D.J. Taylor Fiktivní postavy: Lord Sebastian Flyte in Brideshead Revisited, Evelyn Waugh |
|      | Ernest Thesiger (1897–1961)                          | Knihy: Bright Young People: The Lost Generation of London's Jazz Age, D.J. Taylor |
|      | Henry Thynne (1905–1992)                             | Knihy: Brian Howard: Portrait of a Failure, Marie-Jaqueline Lancaster Portréty: 1940, Anthony Wysard (1907–1984) |
|      | Dorothy Todd (* 1883)                                | Knihy: Bright Young People: The Lost Generation of London's Jazz Age, D.J. Taylor |
|      | Iris Tree (1897–1978)                                | Knihy: The Book of Beauty, Cecil Beaton Bright Young People: The Lost Generation of London's Jazz Age, D.J. Taylor Novinové články: Young People Take Big Treasure Hunt |
|      | Viola Tree (1884–1938)                               | Knihy: Bright Young People: The Lost Generation of London's Jazz Age, D.J. Taylor Novinové články: Young People Take Big Treasure Hunt London Society's Thrilling All-Night Treasure Hunts |
|      | Violet Trefusis (1894–1972)                          | Fiktivní postavy: Lady Montdore in Love in a Cold Climate, Nancy Mitford |
|      | Clarita de Uriburu (1908–1995)                       | Knihy: The Book of Beauty of Cecil Beaton |
|      | Rudolph Valentino (1895–1926)                        | Knihy: Bright Young People: The Lost Generation of London's Jazz Age, D.J. Taylor |
|      | Robin Vane-Tempest-Stewart (1902–1955)               | Portréty: 1936, Anthony Wysard (1907–1984) |
|      | Carl Van Vechten (1880–1964)                         | Knihy: Bright Young People: The Lost Generation of London's Jazz Age, D.J. Taylor |
|      | Consuelo Vanderbilt (1877–1964)                      | Knihy: The Book of Beauty, Cecil Beaton |
|      | Hugh Wade (1907–1949)                                | Knihy: Bright Young People: The Lost Generation of London's Jazz Age, D.J. Taylor |
|      | Edward Wadsworth (1889–1949)                         | Knihy: Bright Young People: The Lost Generation of London's Jazz Age, D.J. Taylor |
|      | William Walton (1902–1983)                           | Knihy: Bright Young People: The Lost Generation of London's Jazz Age, D.J. Taylor |
|      | Hugh Walpole (1884–1941)                             | Knihy: Bright Young People: The Lost Generation of London's Jazz Age, D.J. Taylor |
|      | Edward Frederick Ward (1907–1987)                    | Portréty: Anthony Wysard (1907–1984) |
|      | George Ward (1907–1988)                              | Portréty: Anthony Wysard (1907–1984) |
|      | Barbara Waring (1911–1990)                           | |
|      | Sylvia Townsend Warner (1893–1978)                   | |
|      | Peter Watson (1908–1956)                             | Knihy: Bright Young People: The Lost Generation of London's Jazz Age, D.J. Taylor |
|      | Alec Waugh (1898–1981)                               | Knihy: Bright Young People: The Lost Generation of London's Jazz Age, D.J. Taylor The Brideshead Generation: Evelyn Waugh and His Friends, Humphrey Carpenter |
|      | Evelyn Waugh (1903–1966)                             | Knihy: Bright Young People: The Lost Generation of London's Jazz Age, D.J. Taylor The Brideshead Generation: Evelyn Waugh and His Friends, Humphrey Carpenter |
|      | Anthony Edward Wolseley Weldon (1902–1971)           | Portréty: 1930, Anthony Wysard (1907–1984) |
|      | Peter Wentworth-Fitzwilliam (1910–1948)              | Portréty: 1934, Anthony Wysard (1907–1984) |
|      | Rex Whistler (1905–1944)                             | Knihy: Bright Young People: The Lost Generation of London's Jazz Age, D.J. Taylor |
|      | Dolly Wilde (1895–1941)                              | Knihy: Script Doctors and Vicious Addicts |
|      | Sunday Wilshin (1905–1991)                           | |
|      | Harold Wilson (1916–1995)                            | Knihy: Bright Young People: The Lost Generation of London's Jazz Age, D.J. Taylor |
|      | Alastair Windsor (1914–1943)                         | Knihy: Bright Young People: The Lost Generation of London's Jazz Age, D.J. Taylor Portréty: 1936, Anthony Wysard (1907–1984) |
|      | Prince George, Duke of Kent (1902–1942)              | Portréty: 1936, Anthony Wysard (1907–1984) |
|      | [[Edward VIII\|Edward, Prince of Wales]] (1894–1972) | Knihy: Bright Young People: The Lost Generation of London's Jazz Age, D.J. Taylor Novinové články: Young People Take Big Treasure Hunt Flaming Youth tries Britain's Patience London Society's Thrilling All-Night Treasure Hunts |
|      | Frances Wodehouse (1884–1950)                        | Novinové články: Eminent Victorians |
|      | P. G. Wodehouse (1881–1975)                          | Knihy: Bright Young People: The Lost Generation of London's Jazz Age, D.J. Taylor |
|      | Anna May Wong (1905–1961)                            | Knihy: The Book of Beauty, Cecil Beaton |
|      | Edward Wood (1881–1959)                              | Knihy: Bright Young People: The Lost Generation of London's Jazz Age, D.J. Taylor |
|      | Douglas Woodruff (1897–1978)                         | Knihy: The Brideshead Generation: Evelyn Waugh and His Friends, Humphrey Carpenter |
|      | Virginia Woolf (1882–1941)                           | Knihy: The Book of Beauty, Cecil Beaton Bright Young People: The Lost Generation of London's Jazz Age, D.J. Taylor Fiktivní postavy: Mrs Rhoda Hyman in The Roaring Queen, Wyndham Lewis |
|      | Olivia Wyndham (1897–1967)                           | Knihy: Bright Young People: The Lost Generation of London's Jazz Age, D.J. Taylor Script Doctors and Vicious Addicts Novinové články: Mozart Fancy Dress Concert is Picturesque London Society's Thrilling All-Night Treasure Hunts |
|      | Joan Yarde-Buller (1908–1997)                        | Novinové články: Showing Aside the Jazz Set in English Society Amusing Turns Brighten Coming-of-Age Party |